# Meioneta brusnewi
Meioneta brusnewi är en spindelart som först beskrevs av Kulczynski 1908.  Meioneta brusnewi ingår i släktet Meioneta och familjen täckvävarspindlar. Inga underarter finns listade i Catalogue of Life.